# Johann Glandorp (Ratsherr)

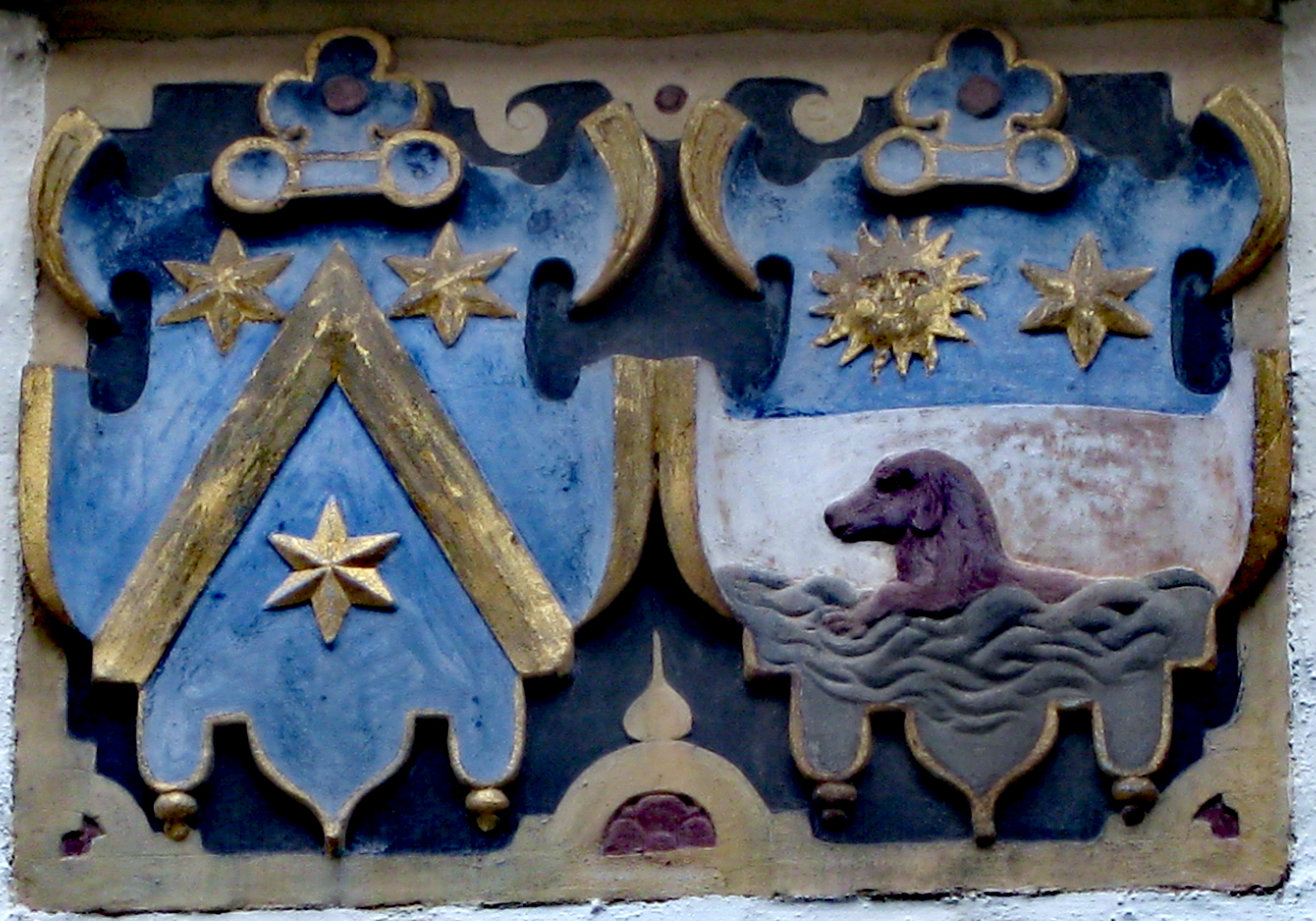
Allianzwappen der Eheleute Glandorp

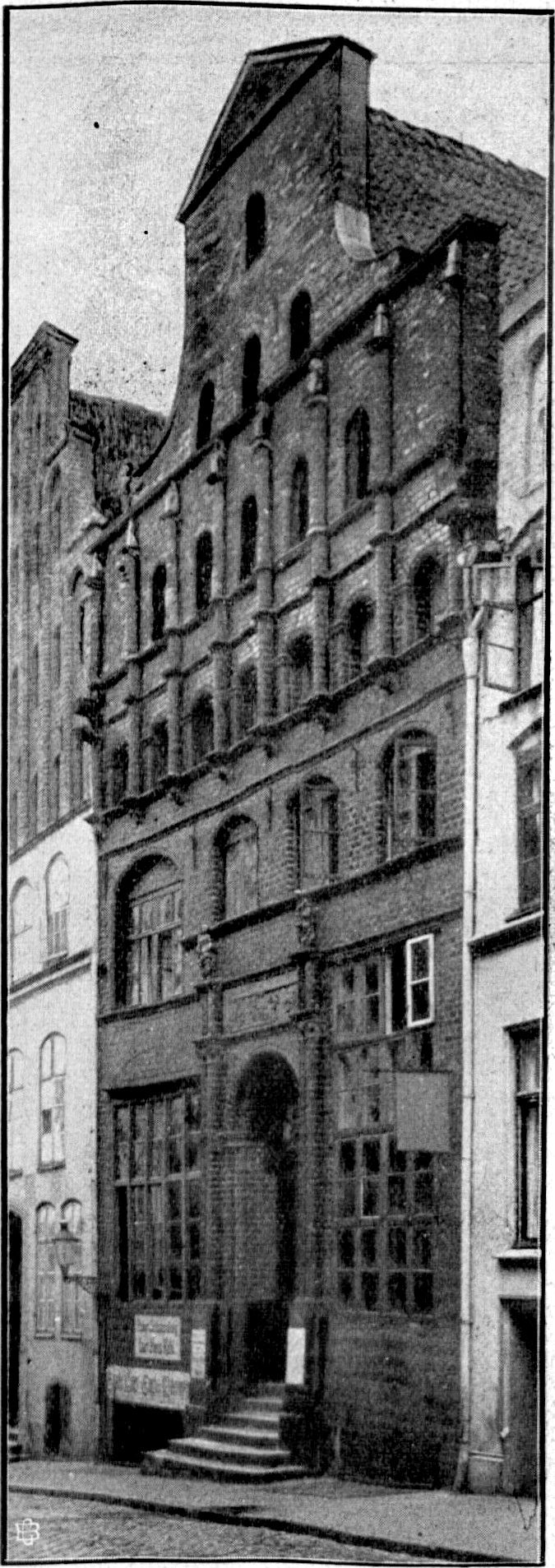
Wohnhaus Glandorps in der Fischstraße im Originalzustand (1912)

Johann Glandorp (* etwa am 21. August 1556 in Münster; † 23. September 1612 in Lübeck) war ein deutscher Kaufmann, Mäzen und Ratsherr der Hansestadt Lübeck. Er war der Sohn des gleichnamigen Bremer Bürgers Johann Glandorp.

## Leben
Johann Glandorp war Mitglied der Schonenfahrer und stand darüber hinaus der Kaufleute-Kompagnie unter den Kommerzierenden Zünften nahe. Kurz vor seinem Tode wurde er 1610 auch in den Rat der Stadt gewählt.
Bereits 1603 errichtete er in der Glockengießerstraße 49–51 im Stil der Renaissance den Glandorps Hof als Stiftung. Zweck war es 14 "Witwen ehrbaren Standes" freien Wohnraum zu bieten. Dieser Stiftungszweck wird auch in lateinischer Sprache in der Inschrift des repräsentativen Portals zum Stiftshof wiedergegeben. Der Glandorpshof ist einer der herausragenden Lübecker Gänge und Höfe. Der Glandorps Gang in der Glockengießerstraße 41/43 wurde aufgrund letztwilliger Verfügung nach dem Tode seiner Ehefrau Anna († 1625) zum gleichen Zweck errichtet. Der Gang und der Hof wurden bereits 1625 miteinander verbunden. Das Glandorpssche Wappen (um 1640) befindet sich an der Fassade über dem Eingang des straßenseitigen Vorderhauses vor dem Gang. Der Gang ist heute mit dem Illhornstift (Nr. 39) verbunden. Nach neuzeitlicher Sanierung umfassen die vorgenannten Einrichtungen heute 30 Wohnungen. Die Anlage steht unter Denkmalschutz und ist Bestandteil des Weltkulturerbes der Lübecker Altstadt.

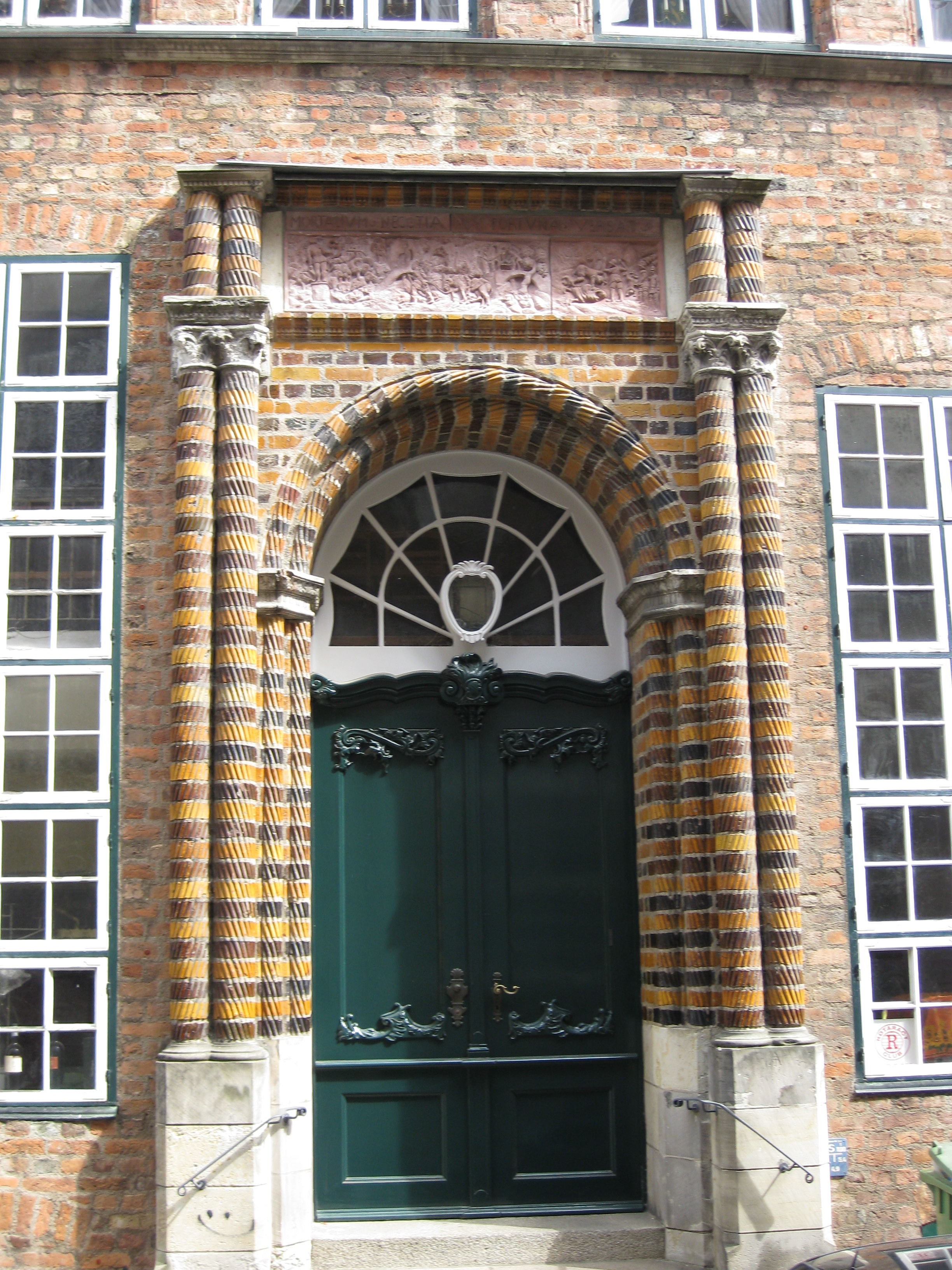
Umgesetztes Portal in der Mengstraße 50

Glandorp hatte ein Epitaph des Bildhauers Robert Coppens in der Marienkirche. Das Portal seines beim Luftangriff am Palmsonntag 1942 zerstörten Privathauses in der Fischstraße 34 überstand als einziges Bauteil des Gebäudes die Zerstörung und befindet sich heute im wiederaufgebauten Schabbelhaus in der Mengstraße 50. Die Portalinschrift MORTALIUM+NEGOTIA+FORTVNA+VERSAT im oberen Bereich des Terrakottafrieses von Statius von Düren wird von Adolf Clasen mit "Der Menschen Geschäfte durchkreuzt Fortuna." übersetzt.

## Belege
1. ↑  Vollständiger Text mit Erläuterung und Übersetzung bei: Adolf Clasen: Verkannte Schätze - Lübecks lateinische Inschriften im Original und auf Deutsch. Lübeck 2002, S. 192. ISBN 3795004756
2. ↑  Adolf Clasen: Verkannte Schätze - Lübecks lateinische Inschriften im Original und auf Deutsch. Lübeck 2002, S. 201. ISBN 3795004756

| Personendaten    | Personendaten                                      |
| ---------------- | -------------------------------------------------- |
| NAME             | Glandorp, Johann                                   |
| KURZBESCHREIBUNG | Kaufmann, Mäzen und Ratsherr der Hansestadt Lübeck |
| GEBURTSDATUM     | 21. August 1556                                    |
| GEBURTSORT       | Münster (Westfalen)                                |
| STERBEDATUM      | 23. September 1612                                 |
| STERBEORT        | Lübeck                                             |